# AfD Berlin
Die AfD Berlin ist der Berliner Landesverband der Partei Alternative für Deutschland (AfD). Der Landesverband wird von Kristin Brinker als Landesvorsitzender geführt. Mit Georg Pazderski als Spitzenkandidaten trat die Landespartei erstmals zur Wahl 2016 an und zog als fünftstärkste Fraktion in das Berliner Abgeordnetenhaus ein. Mit Kristin Brinker als Spitzenkandidatin zog die Partei 2021 und 2023 ins Abgeordnetenhaus.

## Geschichte
Der Berliner Landesverband wurde am 27. April 2013 gegründet. Erster Vorsitzender der AfD Berlin war der Unternehmensberater und langjährige Präsident des Berliner Landesverbandes vom Bund der Steuerzahler Deutschland Günter Brinker, der für einen stärker nationalliberalen Kurs stand. Der nationalkonservative Flügel der Bundespartei um Alexander Gauland war unzufrieden mit Brinker. Gegen den Widerstand der damaligen Landesführung führte Hans-Joachim Berg die Blauen Kreise ein, berlinweite Stammtische, bei denen unter anderem der Publizist des Querfront-Magazins Compact Jürgen Elsässer sprach. In einer Sonderausgabe des AfD-nahen Magazins Polifakt wurde Brinker stark angegriffen. Die Schrift wurde von demselben Unternehmen produziert, das später auch das sogenannte Extrablatt produzierte und sich als parteipolitisch unabhängig darstellt.
Mitte Februar 2016 wurden mit Beatrix von Storch (damals AfD-Europaabgeordnete) und Georg Pazderski (ehemaliger AfD-Bundesgeschäftsführer) zwei Nationalkonservative an die Berliner AfD-Spitze gewählt. Nach der Wahl zum Landesvorstand im Januar 2016 standen Betrugsvorwürfe im Raum. Zwei Parteimitglieder sollen versucht haben, auf dem Landesparteitag doppelt abzustimmen. Gegen die beiden AfD-Mitglieder wurde daraufhin ein Parteiausschlussverfahren angestrengt und die Stimmzettel von einem Notar erneut ausgezählt. Eine Anzeige bei der Staatsanwaltschaft gegen die beiden ging ebenfalls ein. Ein Graphologe sollte überprüfen, ob es mehrere Stimmzettel mit derselben Handschrift gegeben habe. Einige Parteimitglieder, die dem gewählten Vorstand misstrauten, hatten beantragt, bei der erneuten Auszählung der Wahlzettel dabei sein zu dürfen. Das wurde jedoch von der AfD-Führung abgelehnt. Eine Woche nach der Wahl trat Götz Frömming, der dem Landesvorstand seit Gründung des Landesverbandes angehörte, vom Posten des stellvertretenden Landesvorsitzenden zurück. Im Februar 2017 entschied das Schiedsgericht der Partei nach Klage von Heike Rubert und Frank Scheermesser, dass die Wahl der Beisitzer wegen Unregelmäßigkeiten wiederholt werden muss und die Mitglieder über den Urteilsspruch zu informieren sind. Das Bundesschiedsgericht der Partei bestätigte im Sommer 2017 das Urteil des Landesschiedsgerichts. Bis Anfang September 2017 waren weder die Mitglieder über den Urteilsspruch informiert wurden, noch war eine Neuwahl des Vorstandes angesetzt worden. Die Neuwahl des Vorstandes erfolgte im November 2017.
Am 18. September 2016 erhielt die Landespartei mit Georg Pazderski als Spitzenkandidaten bei der Wahl zum Abgeordnetenhaus von Berlin 2016 14,2 Prozent der Stimmen und zog mit 25 gewählten Abgeordneten in das Abgeordnetenhaus ein. Bei der zeitgleich stattfindenden Wahl zu den Bezirksverordnetenversammlungen zog die Landespartei auf kommunaler Ebene in alle zwölf Bezirksparlamente ein, wobei in neun Bezirken zweistellige Ergebnisse erreicht wurden. In sieben Bezirken durfte die AfD erstmals einen von fünf Stadträten stellen.
In der konstituierenden Sitzung am 21. September 2016 wurde der Spitzenkandidat Georg Pazderski zum Fraktionsvorsitzenden gewählt. Zuvor erklärte Kay Nerstheimer seinen Verzicht auf eine Fraktionsmitgliedschaft.
Anfang Juli 2017 trat der Neuköllner Umwelt-Stadtrat Bernward Eberenz wegen der kurzzeitigen Nominierung von Andreas Wild als Direktkandidat für die Bundestagswahl 2017 aus der AfD aus. Wenig später wurde die Nominierung Wilds zurückgezogen und dieser aus der AfD-Fraktion ausgeschlossen. 2023 wurde Wild aus der Partei ausgeschlossen. 
Im November 2018 zählte die Berliner AfD 1500 Mitglieder und somit rund 230 mehr als ein Jahr zuvor.
Ab Januar 2020 wurde der Landesverband von einem Notvorstand um den Vorsitzenden Nicolaus Fest geführt. Im Januar 2021 sank die Zahl der Mitglieder auf 1342.> Beatrix von Storch unterlag am 13. März 2021 auf dem AfD-Landesparteitag bei der Wahl für den Landesvorsitz der Berliner AfD mit 120 : 122 Stimmen gegen Kristin Brinker.

## Politik

### Ausrichtung
Die AfD Berlin wird zu den rechtspopulistischen bis rechtsextremen politischen Parteien gezählt.

### Regierungsbeteiligung
Nach der Abgeordnetenhauswahl 2016 stellte die AfD in sieben Bezirken einen Bezirksstadtrat und übernahm damit politische und behördliche Verantwortung. Bernd Geschanowski war der erste AfD-Stadtrat, der die Arbeit aufnahm. Ihm wurden zwei Ämter unterstellt: Gesundheit sowie Umwelt- und Naturschutz. Sebastian Maack, der zuvor 30 Jahre lang Mitglied der CDU war, wurde in Reinickendorf das Amt für Bürgerdienste und Ordnungsangelegenheiten übertragen. Bernward Eberenz wurde Stadtrat für Umwelt und Natur in Neukölln. 2016 in die AfD eingetreten, trat er nach der Nominierung von Andreas Wild als Direktkandidat für die Bundestagswahl in Neukölln aus der AfD aus und der CDU bei. Ein Jahr später trat er wiederum aus der CDU aus und den Freien Wählern bei. Der Luftwaffenoffizier Andreas Otti wurde Stadtrat in Spandau und erhielt die Abteilung Facility Management, Umwelt- und Naturschutz. Thomas Braun wurde in Marzahn-Hellersdorf stellvertretender Bezirksbürgermeister und Bezirksstadtrat für Bürgerdienste und Wohnen. Daniel Krüger übernahm für die AfD in Pankow das Ordnungs- und das Umweltamt. Nachdem der islamfeindliche Dozent Wolfgang Hebold als Stadtratskandidat in Lichtenberg in mehreren Wahlgängen abgelehnt worden war, wurde Frank Elischewski Bezirksstadtrat der Abteilung Regionalisierte Ordnungsaufgaben.

### Verfassungsschutz
Tom Schreiber, Sprecher für Verfassungsschutz der SPD-Fraktion im Abgeordnetenhaus, forderte im Mai 2017 eine Überwachung einzelner AfD-Mitglieder durch den Berliner Verfassungsschutz, als Grund nannte er eine „direkte und indirekte Zusammenarbeit zwischen der Partei und den Identitären“. June Tomiak von den Grünen wiederholte diese Forderung im Februar 2018. Niklas Schrader von der Linken sprach sich gegen eine Beobachtung aus, ebenso Kurt Wansner von der CDU.
In einem mehr als 1000 Seiten langen Gutachten des Verfassungsschutzes wurde allein der Berliner Bundestagsabgeordnete Gottfried Curio 30 Mal namentlich genannt. Auch Georg Pazderski, seinerzeit Vorsitzender der AfD-Fraktion im Abgeordnetenhaus, wurde erwähnt mit der Aussage, „fremde Kulturen und ihre Bräuche erzeugen in Berlin ein Klima der Angst“.
Anfang Mai 2021 wurde bekannt, dass der Landesverfassungsschutz die Berliner AfD als Verdachtsfall führt. Als Quellen gelten «mehrere Sicherheitspolitiker aus dem parlamentarischen Raum». Die dem sozialdemokratischen Innensenator Andreas Geisel unterstellte Behörde bestätigte die Beobachtung nicht. Alexander Kissler analysierte, die Beobachtung könnte am „Kurs der neuen Vorsitzenden liegen – oder am politischen Willen des Berliner Senats“. Landesvorsitzende Kristin Brinker sprach von einer „Instrumentalisierung des Verfassungsschutzes durch den Senat“. Sie mutmaßte, die für den Verfassungsschutz verantwortlichen Parteien wollten „einen politischen Konkurrenten ausschalten“. Brinker verwies auf die Veröffentlichung eines behördeninternen Gutachtens, das die AfD Berlin vom Extremismus-Vorwurf freisprach und zur Versetzung des zuständigen Referatsleiter des Verfassungsschutzes führte. Laut internen Quellen plant die AfD juristische Schritte.

### Parteiprogramm
Der Landesverband verabschiedete im Juni 2021 ein Wahlprogramm für die Abgeordnetenhauswahl im September 2021. Das Hauptaugenmerk liegt auf der Inneren Sicherheit und der Bildung, weitere Kernthemen sind Familie und Migration. Die Steuerpolitik soll familienfreundlicher werden. Wer sich für die Selbstbetreuung der eigenen Kinder entscheidet, soll ein Landes-Erziehungsgehalt bekommen. Für die Schulen will die AfD ein Unterrichtsgarantie-Gesetz einführen. Förderschulen sollen erhalten bleiben. Im Bereich der Inneren Sicherheit fordert sie Videoüberwachung, mehr Kompetenzen für die Polizei, schnellere Abschiebungen und ein härteres Vorgehen gegen Clan-Kriminalität. Dienststellen von Polizei und Feuerwehr sollen umfassend saniert, das Das Berliner Polizeigesetz (ASOG) überarbeitet werden.

## Organisation
Parteiorgane des Landesverbandes sind der Landesparteitag, der Landesvorstand, der Landesrat und das Landesschiedsgericht.

### Landesparteitag
Höchstes Parteiorgan ist der Landesparteitag. Er wählt den Landesvorstand, die Rechnungsprüfer sowie das Landesschiedsgericht. Das Landesschiedsgericht entscheidet über parteiinterne Streitigkeiten und kann Mitglieder ausschließen. Der Parteitag findet grundsätzlich als Mitgliederversammlung statt, wobei Mitglieder, die mindestens drei Monate mit ihren Mitgliedsbeiträgen in Verzug sind, kein Stimmrecht haben. Übersteigt die Mitgliederzahl des Landesverbandes die Zahl 1.000, kann der Parteitag nach Beschluss des Landesvorstands als Delegiertenversammlung stattfinden. Dazu entsenden die Bezirksverbände je angefangene 5 Mitglieder einen Delegierten.
| Nr.                   | Datum                       | Ort                             | Landesvorsitzende(r) / Spitzenkandidat(in)        | Wahlergebnis | Thema |
| --------------------- | --------------------------- | ------------------------------- | ------------------------------------------------- | ------------ | --- |
| 01. Landesparteitag   | 27. April 2013              | Berlin-Tegel                    | Günter Brinker Annette Goldstein Matthias Lefarth |              | Gründung des Landesverbandes; Wahl des Landesvorstands                                                                  |
| Landeswahlversammlung | 25. Mai 2013                | Berlin-Tegel                    | Joachim Starbatty                                 | 94 %         | Wahl der Landesliste zur Bundestagswahl 2013                                                                            |
| 02. Landesparteitag   | 5./6. Juli 2014             |                                 | Günter Brinker                                    |              | Neuwahl des Landesvorstands; Änderung der Landessatzung                                                                 |
| 03. Landesparteitag   | 11./12. April 2015          |                                 |                                                   |              | Änderung der Landessatzung; Wahl der Delegierten zum Bundesparteitag                                                    |
| 04. Landesparteitag   | 16./17. Januar 2016         | Berlin-Mitte                    | Beatrix von Storch Georg Pazderski                | 78 % 59 %    | Neuwahl des Landesvorstands; Änderung der Landessatzung; Beschluss des Wahlprogramms zur Wahl zum Abgeordnetenhaus 2016 |
| 05. Landesparteitag   | 13. März 2016 3. April 2016 | Berlin-Moabit Berlin-Tiergarten |                                                   |              | Diskussion und Beschluss des Wahlprogramms zur Wahl zum Abgeordnetenhaus 2016                                           |
| Landeswahlversammlung | 23./24. April 2016          | Berlin-Tiergarten               | Georg Pazderski                                   | 67 %         | Wahl der Landesliste zur Wahl zum Abgeordnetenhaus 2016                                                                 |
| 06. Landesparteitag   | 11. August 2016             | Berlin-Charlottenburg           |                                                   |              | Neuwahl des Landesschiedsgerichts                                                                                       |
| Landeswahlversammlung | 4./5. März 2017             | Paaren im Glien                 | Beatrix von Storch                                | 76 %         | Wahl der Landesliste zur Bundestagswahl 2017                                                                            |
| 07. Landesparteitag   | 4. November 2017            | Berlin-Haselhorst               | Georg Pazderski                                   | 79 %         | Neuwahl des Landesvorstands                                                                                             |
| 08. Landesparteitag   | 12. Mai 2018                | Berlin-Lichtenrade              |                                                   |              | Neuwahl des Landesschiedsgerichts; Änderung der Landessatzung; Beschluss eines wohnungsbaupolitischen Konzeptes         |
| 09. Landesparteitag   | 29. September 2018          | Berlin-Haselhorst               |                                                   |              | Wahl der Delegierten zur Europawahlversammlung                                                                          |
| 10. Landesparteitag   | 13./14. März 2021           | Paaren im Glien                 | Kristin Brinker                                   | 50 %         | Neuwahl des Landesvorstands; Neuwahl des Landesschiedsgerichts                                                          |

### Landesvorstand
Seit März 2021 setzt sich der Landesvorstand aus folgenden Mitgliedern zusammen:
| Landesvorsitzende                                                     | Kristin Brinker (MdA)                                                                        |
| Stellvertretende Landesvorsitzende                                    | Ronald Gläser (MdA), Rolf Wiedenhaupt (MdA), Jeanette Auricht (MdA), Alexander Bertram (MdA) |
| Schatzmeister                                                         | Sebastian Maack (MdBVV)                                                                      |
| Beisitzer                                                             | Martin Trefzer (MdA), Gunnar Lindemann (MdA), Frank Scheermesser (MdA), Falk Rodig           |
| MdA = Mitglied des Abgeordnetenhauses; MdB = Mitglied des Bundestages |                                                                                              |

### Bezirksverbände
Der Landesverband Berlin gliedert sich in zwölf Bezirksverbände, je einen in jedem Berliner Bezirk.
| Bezirksverband             | Vorsitzende(r)                    |
| -------------------------- | --------------------------------- |
| Charlottenburg-Wilmersdorf | Hugh Bronson                      |
| Friedrichshain-Kreuzberg   | Frank Scheermesser                |
| Lichtenberg                | Irina Pierenz                     |
| Marzahn-Hellersdorf        | Gunnar Lindemann                  |
| Mitte                      | Hermann Priegnitz                 |
| Neukölln                   | Robert Eschricht                  |
| Pankow                     | Christian Buchholz, Herbert Mohr  |
| Reinickendorf              | Rolf Wiedenhaupt                  |
| Spandau                    | Andreas Otti                      |
| Steglitz-Zehlendorf        | Volker Graffstädt                 |
| Tempelhof-Schöneberg       | Karl-Heinz Turban                 |
| Treptow-Köpenick           | Martin Trefzer, Alexander Bertram |

### Parteivorsitzende
| Parteivorsitzende(r)                 | Parteivorsitzende(r)                | Amtszeit                     |
| ------------------------------------ | ----------------------------------- | ---------------------------- |
|                                      | Günter Brinker                      | April 2013 – Februar 2016    |
| Georg Pazderski · Beatrix von Storch | Georg Pazderski, Beatrix von Storch | Februar 2016 – November 2017 |
| Georg Pazderski                      | Georg Pazderski                     | November 2017 – Januar 2020  |
|                                      | Nicolaus Fest (Notvorstand)         | Januar 2020 – März 2021      |
| Kristin Brinker                      | Kristin Brinker                     | seit März 2021               |

### Fraktionsvorsitzende
| Fraktionsvorsitzende(r) | Fraktionsvorsitzende(r) | Amtszeit                        |
| ----------------------- | ----------------------- | ------------------------------- |
| Georg Pazderski         | Georg Pazderski         | September 2016 – September 2021 |
| Kristin Brinker         | Kristin Brinker         | seit September 2021             |

### Junge Alternative Berlin
Die Jugendorganisation der AfD in Berlin ist die Junge Alternative Berlin. Landesvorsitzender ist Martin C. T. Kohler. Die stellvertretende Landesvorsitzenden sind Jan Streeck und Ferdinand Vogel. Die Finanzen führt der Schatzmeister Christopher Wiedenhaupt, Beisitzer sind Ben Austin und Jeremy Fröhling (Stand Juli 2022).
Die Junge Alternative Berlin arbeitet mit der vom Verfassungsschutz als rechtsextrem eingestuften Identitären Bewegung zusammen, wie Anfang 2017 auch der damalige Vorsitzende der JA Berlin, Thorsten Weiß, bestätigte. Bis dahin hatte die AfD die Verbindungen zur Identitären Bewegung bestritten. Schon zuvor hatten Beobachter davon gesprochen, dass der Jugendverband aus den Reihen der Identitären Bewegung gegründet wurde. „Die JA stellt außerdem eine Verbindung zur außerparlamentarischen Rechten dar“, schrieb die tageszeitung 2016.
Im Mai 2017 hatten sich Mitglieder der Berliner JA an einer gescheiterten Aktion der Identitären Bewegung beteiligt. Gegen Jannik Brämer, seinerzeit Schatzmeister der Berliner JA, erwirkte die Staatsanwaltschaft daraufhin einen Haftbefehl wegen gefährlicher Körperverletzung, dessentwegen Brämer von seinem Posten bei der JA Berlin zurücktrat und ein Parteiausschlussverfahren gegen ihn eröffnet wurde. Nach Brämers erneuter Wahl in den Vorstand der JA Berlin im Dezember 2017 traten nach nur vier Tagen alle weiteren neu gewählten Vorstandsmitglieder zurück, wodurch der Vorstand handlungsunfähig wurde. Laut einem Bericht der taz hätte ansonsten der JA Berlin der Entzug des Status als AfD-Jugendorganisation gedroht.

### Bezug zu anderen rechten Organisationen
Laut der derzeit geltenden Aufnahmeregelung für Mitglieder können „Personen, die Mitglied einer extremistischen Organisation sind“, nicht Mitglied in der AfD werden. Als extremistische Organisationen gelten gemäß der Unvereinbarkeitsliste der Alternative für Deutschland im Wesentlichen die in den Berichten Verfassungsschutzbehörden des Bundes und der Länder genannten Organisationen.
Die AfD Berlin distanziert sich von rechten Bewegungen wie „Bärgida“ und „Merkel muss weg“. Einige Parteimitglieder nehmen jedoch als Privatpersonen an den Demonstrationen teil. So hat zum Beispiel Heribert Eisenhardt, Mitglied der BVV-Lichtenberg, laut Recherchen des Antifaschistischen Pressearchivs und Bildungszentrums bei den Bärgida-Demonstrationen regelmäßig Reden gehalten, ein Transparent von PI-News getragen und sei unter Pseudonym als Pressesprecher von Bärgida aufgetreten. Im Zuge eines Parteiordnungsverfahrens entschied das Landesschiedsgericht der AfD, dass Eisenhardt sein Amt im Bezirksvorstand abgeben muss. Einen Grund für einen Parteiausschluss sah die AfD in der Teilnahme jedoch nicht. Auch der stellvertretende AfD-Fraktionsvorsitzende in der BVV-Marzahn-Hellersdorf, Bernd Pachal, der „die kluge Politik des Reichsprotektors Reinhard Heydrich“ in der damaligen Tschechoslowakei gelobt und ein Buch des britischen Antisemiten und Holocaustleugners Douglas Reed empfohlen hatte, trug bei einer Bärgida-Demo das Fronttransparent.
Ronald Gläser, stellvertretender Landesvorsitzender und Pressesprecher der Berliner AfD, war Redakteur der neu-rechten Wochenzeitung Junge Freiheit.

## Wahlergebnisse

Zweitstimmen der AfD bei der Wahl zum Abgeordnetenhaus von Berlin 2023

| Abgeordnetenhauswahlen | Abgeordnetenhauswahlen | Abgeordnetenhauswahlen | Abgeordnetenhauswahlen | Abgeordnetenhauswahlen | Abgeordnetenhauswahlen | Abgeordnetenhauswahlen |
| Jahr                   | Stimmenanzahl          | Stimmenanteil          | Direktmandate          | Sitze                  | Platz                  | Spitzenkandidat(in)    |
| ---------------------- | ---------------------- | ---------------------- | ---------------------- | ---------------------- | ---------------------- | ---------------------- |
| 2016                   | 231.492                | 14,2 %                 | 5/78                   | 25/160                 | 5                      | Georg Pazderski        |
| 2021                   | 145.494                | 8,0 %                  | 2/78                   | 13/147                 | 5                      | Kristin Brinker        |
| 2023                   | 137.871                | 9,1 %                  | 2/78                   | 17/159                 | 5                      | Kristin Brinker        |

| Wahlen zu den Bezirksverordnetenversammlungen | Wahlen zu den Bezirksverordnetenversammlungen | Wahlen zu den Bezirksverordnetenversammlungen | Wahlen zu den Bezirksverordnetenversammlungen | Wahlen zu den Bezirksverordnetenversammlungen | Wahlen zu den Bezirksverordnetenversammlungen | Wahlen zu den Bezirksverordnetenversammlungen | Wahlen zu den Bezirksverordnetenversammlungen | Wahlen zu den Bezirksverordnetenversammlungen | Wahlen zu den Bezirksverordnetenversammlungen | Wahlen zu den Bezirksverordnetenversammlungen | Wahlen zu den Bezirksverordnetenversammlungen | Wahlen zu den Bezirksverordnetenversammlungen | Wahlen zu den Bezirksverordnetenversammlungen | Wahlen zu den Bezirksverordnetenversammlungen |
| Jahr                                          |                                               | Charlottenburg- Wilmersdorf                   | Friedrichshain- Kreuzberg                     | Lichtenberg                                   | Marzahn- Hellersdorf                          | Mitte                                         | Neukölln                                      | Pankow                                        | Reinickendorf                                 | Spandau                                       | Steglitz- Zehlendorf                          | Tempelhof- Schöneberg                         | Treptow- Köpenick                             | Summe                                         |
| --------------------------------------------- | --------------------------------------------- | --------------------------------------------- | --------------------------------------------- | --------------------------------------------- | --------------------------------------------- | --------------------------------------------- | --------------------------------------------- | --------------------------------------------- | --------------------------------------------- | --------------------------------------------- | --------------------------------------------- | --------------------------------------------- | --------------------------------------------- | --------------------------------------------- |
| 2016                                          | Stimmenanzahl                                 | 15.226                                        | 7.613                                         | 24.617                                        | 28.263                                        | 13.172                                        | 16.849                                        | 27.187                                        | 17.696                                        | 16.668                                        | 17.503                                        | 18.224                                        | 27.905                                        | 230.923                                       |
| 2016                                          | Stimmenanteil                                 | 9,7 %                                         | 6,2 %                                         | 19,2 %                                        | 23,2 %                                        | 9,9 %                                         | 12,7 %                                        | 13,3 %                                        | 14,4 %                                        | 16,0 %                                        | 10,5 %                                        | 11,1 %                                        | 20,1 %                                        | 13,6 %                                        |
| 2016                                          | Sitze                                         | 5/55                                          | 3/55                                          | 12/55                                         | 15/55                                         | 5/55                                          | 8/55                                          | 8/55                                          | 8/55                                          | 9/55                                          | 6/55                                          | 6/55                                          | 12/55                                         | 97/660                                        |
| 2016                                          | Stadträte                                     | 0/5                                           | 0/5                                           | 1/5                                           | 1/5                                           | 0/5                                           | 1/5                                           | 1/5                                           | 1/5                                           | 1/5                                           | 0/5                                           | 0/5                                           | 1/5                                           | 7/60                                          |
| 2021                                          | Stimmenanzahl                                 | 7.997                                         | 4.379                                         | 17.523                                        | 23.108                                        | 7.565                                         | 10.107                                        | 17.820                                        | 12.291                                        | 11.510                                        | 9.246                                         | 10.426                                        | 19.034                                        | 151.006                                       |
| 2021                                          | Stimmenanteil                                 | 4,7 %                                         | 3,1 %                                         | 12,0 %                                        | 16,9 %                                        | 4,8 %                                         | 7,1 %                                         | 7,8 %                                         | 12,0 %                                        | 10,2 %                                        | 5,1 %                                         | 5,8 %                                         | 11,9 %                                        | 8,0 %                                         |
| 2021                                          | Sitze                                         | 3/55                                          | 1/55                                          | 7/55                                          | 10/55                                         | 3/55                                          | 4/55                                          | 5/55                                          | 6/55                                          | 6/55                                          | 3/55                                          | 3/55                                          | 7/55                                          | 58/660                                        |
| 2023                                          | Stimmenanzahl                                 | 7.510                                         | 3.995                                         | 16.650                                        | 21.825                                        | 6.970                                         | 8.661                                         | 18.487                                        | 10.810                                        | 10.067                                        | 8.729                                         | 9.588                                         | 18.711                                        | 142.003                                       |
| 2023                                          | Stimmenanteil                                 | 5,1 %                                         | 3,5 %                                         | 13,9 %                                        | 19,6 %                                        | 5,5 %                                         | 7,5 %                                         | 9,4 %                                         | 9,9 %                                         | 11,1 %                                        | 5,6 %                                         | 6,2 %                                         | 14,0 %                                        | 9,0 %                                         |
| 2023                                          | Sitze                                         | 3/55                                          | 2/55                                          | 8/55                                          | 12/55                                         | 3/55                                          | 4/55                                          | 6/55                                          | 6/55                                          | 6/55                                          | 3/55                                          | 3/55                                          | 8/55                                          | 64/660                                        |

| Bundestagswahlen | Bundestagswahlen | Bundestagswahlen | Bundestagswahlen | Bundestagswahlen | Bundestagswahlen | Bundestagswahlen    |
| Jahr             | Stimmenanzahl    | Stimmenanteil    | Direktmandate    | Sitze            | Platz            | Spitzenkandidat(in) |
| ---------------- | ---------------- | ---------------- | ---------------- | ---------------- | ---------------- | ------------------- |
| 2013             | 88.060           | 4,9 %            | 0/12             | 0/27             | 5                | Joachim Starbatty   |
| 2017             | 224.957          | 12,0 %           | 0/12             | 4/28             | 5                | Beatrix von Storch  |
| 2021             | 153.585          | 8,4 %            | 0/12             | 3/29             | 6                | Beatrix von Storch  |
| 2025             | 296.999          | 15,2 %           | 1/12             | 4/24             | 4                | Beatrix von Storch  |

| Europawahlen | Europawahlen  | Europawahlen  | Europawahlen |
| Jahr         | Stimmenanzahl | Stimmenanteil | Platz        |
| ------------ | ------------- | ------------- | ------------ |
| 2014         | 91.759        | 7,9 %         | 5            |
| 2019         | 149.172       | 9,9 %         | 5            |
| 2024         | 179.303       | 11,6 %        | 4            |

## Landesgruppe im Deutschen Bundestag
Zur Bundestagswahl 2017 stand die damalige Co-Landesvorsitzende Beatrix von Storch an der Spitze der Landesliste, über die vier Abgeordnete in den 19. Bundestag einzogen. Zur Bundestagswahl 2021 stand erneut von Storch an der Spitze der Landesliste, über diese sollen drei Abgeordnete in den 20. Bundestag einziehen. 

### 2017–2021
Die Landesliste zur Bundestagswahl 2017 wurde auf einem zweitägigen Parteitag in Paaren/Glien am 4./5. März 2017 aufgestellt.
Die Landespartei zog mit insgesamt vier Abgeordneten in den Deutschen Bundestag ein, die ein Teil der AfD-Bundestagsfraktion sind:
| Mitglied der Fraktion    | Einzug in den Bundestag über | Derzeitige Funktionen und Mitgliedschaften in der Fraktion und in der Partei |
| ------------------------ | ---------------------------- | --- |
| Gottfried Curio          | Listenplatz 2                | Parteiobmann im Ausschuss für Inneres und Heimat |
| Götz Frömming            | Listenplatz 3                | Parteiobmann im Ausschuss für Bildung, Forschung und Technikfolgenabschätzung; Stellvertretender Landesvorsitzender |
| Birgit Malsack-Winkemann | Listenplatz 4                | Parteiobfrau im Haushaltsausschuss |
| Beatrix von Storch       | Listenplatz 1                | Parteiobfrau im Untersuchungsausschuss „zum Anschlag auf dem Berliner Breitscheidplatz am 19. Dezember 2016“ Stellvertretende Vorsitzende der AfD-Bundestagsfraktion; Antisemitismusbeauftragte der AfD-Bundestagsfraktion; Stellvertretende Parteivorsitzende |

### 2021–2025
| Mitglied der Fraktion | Einzug in den Bundestag über | Derzeitige Funktionen und Mitgliedschaften in der Fraktion und in der Partei |
| --------------------- | ---------------------------- | ---------------------------------------------------------------------------- |
| Gottfried Curio       | Listenplatz 2                |                                                                              |
| Götz Frömming         | Listenplatz 3                |                                                                              |
| Beatrix von Storch    | Listenplatz 1                |                                                                              |

### Seit 2025
| Mitglied der Fraktion | Einzug in den Bundestag über | Derzeitige Funktionen und Mitgliedschaften in der Fraktion und in der Partei |
| --------------------- | ---------------------------- | ---------------------------------------------------------------------------- |
| Gottfried Curio       | Direktmandat Wahlkreis 84    |                                                                              |
| Beatrix von Storch    | Listenplatz 1                |                                                                              |
| Ronald Gläser         | Listenplatz 2                |                                                                              |
| Sebastian Maack       | Listenplatz 3                |                                                                              |